# 15a etapa del Tour de França de 2012
La 15a etapa del Tour de França de 2012 es disputà el dilluns 16 de juliol de 2012 sobre un recorregut de 158,5 km entre les localitats de Samatan i Pau.
El vencedor de l'etapa fou el francès Pierrick Fédrigo | (FDJ-BigMat), que s'imposà a l'esprint a l'estatunidenc Christian Vande Velde (Garmin-Sharp), els quals formaven part de l'escapada del dia, formada per quatre corredors més. El gran grup arribà quasi 12 minuts més tard, sense que es produís cap canvi significatiu en les diferents classificacions.

## Perfil de l'etapa
Etapa que discorre pels contraforts dels Pirineus, entre els departaments del Gers i els Pirineus Atlàntics. Tot i que en l'etapa sols consten tres petites cotes puntuables en els darrers quilòmetres (km 107, 123, 129), el recorregut és un continu pujar i baixar. L'esprint intermedi es troba a Mauborguet, al km 101,5.

## Desenvolupament de l'etapa
Com en els dies previs, van ser nombrosos els intents d'escapada en els primers quilòmetres d'etapa, però cap d'ells aconseguí més de mig minut sobre el gran grup. Això va fer que el ritme de la cursa fos trepidant, amb continus intents d'escapada i neutralitzacions posteriors. No va ser fins al km 60 quan es formà el que a la llarga va ser l'escapada del dia, formada per Christian Vande Velde (Garmin-Sharp), Thomas Voeckler (Team Europcar), Pierrick Fédrigo (FDJ-BigMat), Samuel Dumoulin (Team Europcar) i Dries Devenyns (Omega Pharma-Quick Step).
Poc després, Nicki Sørensen (Team Saxo-Tinkoff) saltà del gran grup en busca dels escapats, però no va ser fins a 20 km més tard quan va poder enllaçar, formant d'aquesta manera un sextet. Sørensen fou el primer al pas per l'esprint intermedi, mentre que Sagan encapçalava el gran grup en aquell punt. Voeckler puntuà el primer a les tres cotes puntuables del dia. A poc a poc la diferència s'anà incrementant, sent d'11' 15" a l'altura del km 129. Sorensen fou el primer a intentar deixar enrere als seus companys, però foren Fedrigo i Vande Velde els que marxaren sols cap a la meta de Pau amb un atac a manca de 6,5 km. Fedrigo s'imposà clarament a l'esprint, aconseguint d'aquesta manera la seva quarta victòria d'etapa al Tour de França. André Greipel (Lotto-Belisol) encapçalà el gran grup a 11' 50" de Fedrigo.

## Punts
| Primer  | Nicki Sørensen (DEN)        | 20 pts |
| Segon   | Thomas Voeckler (FRA)       | 17 pts |
| Tercer  | Dries Devenyns (BEL)        | 15 pts |
| Quart   | Samuel Dumoulin (FRA)       | 13 pts |
| Cinquè  | Pierrick Fédrigo (FRA)      | 11 pts |
| Sisè    | Christian Vande Velde (USA) | 10 pts |
| Setè    | Peter Sagan (SVK)           | 9 pts  |
| Vuitè   | Kristjan Koren (SVN)        | 8 pts  |
| Novè    | Lars Ytting Bak (DEN)       | 7 pts  |
| Desè    | Francis de Greef (BEL)      | 6 pts  |
| Onzè    | Bernhard Eisel (AUT)        | 5 pts  |
| Dotzè   | Christopher Froome (GBR)    | 4 pts  |
| Tretzè  | Christian Knees (GER)       | 3 pts  |
| Catorzè | Edvald Boasson Hagen (NOR)  | 2 pts  |
| Quinzè  | Mark Cavendish (GBR)        | 1 pt   |

| Primer  | Pierrick Fédrigo (FRA)      | 45 pts |
| Segon   | Christian Vande Velde (USA) | 35 pts |
| Tercer  | Thomas Voeckler (FRA)       | 30 pts |
| Quart   | Nicki Sørensen (DEN)        | 26 pts |
| Cinquè  | Dries Devenyns (BEL)        | 22 pts |
| Sisè    | Samuel Dumoulin (FRA)       | 20 pts |
| Setè    | André Greipel (GER)         | 18 pts |
| Vuitè   | Tyler Farrar (USA)          | 16 pts |
| Novè    | Peter Sagan (SVK)           | 14 pts |
| Desè    | Kris Boeckmans (BEL)        | 12 pts |
| Onzè    | Borut Božič (SVN)           | 10 pts |
| Dotzè   | Sébastien Hinault (FRA)     | 8 pts  |
| Tretzè  | Koen de Kort (NED)          | 6 pts  |
| Catorzè | Jonathan Cantwell (AUS)     | 4 pts  |
| Quinzè  | Jimmy Engoulvent (FRA)      | 2 pts  |

## Cotes
| Primer | Thomas Voeckler (FRA) | 1 pt |

| Primer | Thomas Voeckler (FRA) | 2 pts |
| Segon  | Samuel Dumoulin (FRA) | 1 pt  |

- 3. Cota de Monassut e Audirac. 318m. 4a categoria (km 129) (1,5 km al 5,4%)

| Primer | Thomas Voeckler (FRA) | 1 pt |

## Classificació de l'etapa
|    | Ciclista                    | Equip                   | Temps      |
| -- | --------------------------- | ----------------------- | ---------- |
| 1  | Pierrick Fédrigo (FRA)      | FDJ-BigMat              | 3h 40' 15" |
| 2  | Christian Vande Velde (USA) | Garmin-Sharp            | m. t.      |
| 3  | Thomas Voeckler (FRA)       | Team Europcar           | + 12"      |
| 4  | Nicki Sørensen (DEN)        | Team Saxo-Tinkoff       | + 12"      |
| 5  | Dries Devenyns (BEL)        | Omega Pharma-Quick Step | + 21"      |
| 6  | Samuel Dumoulin (FRA)       | Cofidis                 | + 1' 08"   |
| 7  | André Greipel (GER)         | Lotto-Belisol           | + 11' 50"  |
| 8  | Tyler Farrar (USA)          | Garmin-Sharp            | + 11' 50"  |
| 9  | Peter Sagan (SVK)           | Liquigas-Cannondale     | + 11' 50"  |
| 10 | Kris Boeckmans (BEL)        | Vacansoleil-DCM         | + 11' 50"  |

## Classificació general
|    | Ciclista                    | Equip                 | Temps       |
| -- | --------------------------- | --------------------- | ----------- |
| 1  | Bradley Wiggins (GBR)       | Team Sky              | 68h 33' 21" |
| 2  | Chris Froome (GBR)          | Team Sky              | + 2' 05"    |
| 3  | Vincenzo Nibali (ITA)       | Liquigas-Cannondale   | + 2' 23"    |
| 4  | Cadel Evans (AUS)           | BMC Racing Team       | + 3' 19"    |
| 5  | Jurgen Van Den Broeck (BEL) | Lotto-Belisol         | + 4' 48"    |
| 6  | Haimar Zubeldia (ESP)       | RadioShack-Nissan     | + 6' 15"    |
| 7  | Tejay van Garderen (USA)    | BMC Racing Team       | + 6' 57"    |
| 8  | Janez Brajkovič (SVN)       | Astana Qazaqstan Team | + 7' 30"    |
| 9  | Pierre Rolland (FRA)        | Team Europcar         | + 8' 31"    |
| 10 | Thibaut Pinot (FRA)         | FDJ-BigMat            | + 8' 51"    |

## Classificacions annexes
|    | Ciclista                  | Equip               | Punts   |
| -- | ------------------------- | ------------------- | ------- |
| 1r | Peter Sagan (SVK)         | Liquigas-Cannondale | 356 pts |
| 2n | André Greipel (GER)       | Lotto-Belisol       | 254 pts |
| 3r | Matthew Harley Goss (AUS) | Orica-GreenEDGE     | 203 pts |

|    | Ciclista                   | Equip                 | Punts  |
| -- | -------------------------- | --------------------- | ------ |
| 1r | Fredrik Kessiakoff (SWE)   | Astana Qazaqstan Team | 69 pts |
| 2n | Pierre Rolland (FRA)       | Team Europcar         | 55 pts |
| 3r | Chris Anker Sørensen (DEN) | Team Saxo-Tinkoff     | 39 pts |

|    | Ciclista                 | Equip               | Temps       |
| -- | ------------------------ | ------------------- | ----------- |
| 1r | Tejay van Garderen (USA) | BMC Racing Team     | 68h 40' 18" |
| 2n | Thibaut Pinot (FRA)      | FDJ-BigMat          | + 1' 54"    |
| 3r | Peter Sagan (SVK)        | Liquigas-Cannondale | + 40' 35"   |

|    | Equip             | Temps        |
| -- | ----------------- | ------------ |
| 1r | RadioShack-Nissan | 205h 52' 34" |
| 2n | Team Sky          | + 12' 38"    |
| 3r | BMC Racing Team   | + 17' 46"    |

## Abandonaments
- Giovanni Bernaudeau (Team Europcar): abandona.
- Sylvain Chavanel (Omega Pharma-Quick Step): abandona.
- Iauhèn Hutaròvitx (FDJ-BigMat): abandona.
- Vincent Jérôme (Team Europcar): abandona.
- Brett Lancaster (Orica-GreenEDGE): abandona.
- Kenny van Hummel (Vacansoleil-DCM): abandona.